# Jérôme Dizé
Jérôme Dizé, né le 29 septembre 1764 à Aire-sur-l'Adour et mort le 21 août 1852 à Paris, est un chimiste et professeur français. Il s'est rendu célèbre pour le premier procédé de fabrication industrielle du carbonate de soude.

## Biographie
Michel Jean Jérôme Dizé est le fils de Michel Dizé, apothicaire, et de Marie Despaignet. Son aïeul Gilles Dizé était né à Saint-Étienne, diocèse de Rennes, et jardinier de l'évêque d'Aire-sur-l'Adour.
Jérôme Dizé se forma auprès de ses éminents compatriotes, Jean d'Arcet, professeur de chimie au Collège royal. Dans ce laboratoire, il réalisa une découverte importante permettant l’obtention industrielle du carbonate de soude à partir du sel marin, procédé auquel le seul nom de Nicolas Leblanc, le chirurgien qui avait initié les recherches, est resté attaché.
Dizé embrassa alors la carrière des armes en se faisant admettre en 1792 comme élève en pharmacie à l’hôpital ambulant du Camp-sous-Paris.
Reçu maître en pharmacie à Paris en 1795, il devint le premier pharmacien en chef du « Magasin général des pharmacies » (actuelle Pharmacie centrale des armées), créé par la Convention « pour assurer aux armées des médicaments de premier choix ».
Par ses compétences et ses qualités d’administrateur, Dizé fera de cette pharmacie centrale un établissement de premier plan.
Il servira dans l’armée jusqu’en 1802, exerçant en outre des fonctions d’affineur national des Monnaies et de professeur d’histoire naturelle à l’école gratuite de pharmacie de Paris.
En dehors de la préparation du carbonate de soude et de travaux pour retrouver le procédé de Vilaris pour la conservation de la viande, les recherches très variées de Dizé ont concerné la séparation de l’or et de l’argent en alliage, la rectification de l’éther, l’acide citrique, les tannins, les encres indélébiles, les colorants.
Dizé s'est marié trois fois avec descendance.
Il repose dans la 59e division du Père-Lachaise.

## Distinctions
- Chevalier de la Légion d'honneur.
- Membre de l'Académie de médecine et d'autres sociétés savantes.

### Sources
- [PDF] G. Devaux, Pharmaciens aquitains célèbres, Bull. Soc. Pharm. Bordeaux, 7 mars 2004, 143, 87-96, p. 89, sur socpharmbordeaux.asso.fr
- A. Pillas et A. Balland (1845-1927), Le chimiste Dizé, sa vie, ses travaux, 1764-1852, J.-B. Baillière et fils, Paris, 1906 (à lire sur Gallica). Contient une notice biographique qui a été publiée par Mr Saint-Maurice Cabany, dans la Revue générale biographique de Pascallet. Il en a été fait un tirage à part (Paris, imprimerie Baudouin, 1845).